# Matthew Langridge
Matthew Keir Langridge –conocido como Matt Langridge– (Northwich, 20 de mayo de 1983) es un deportista británico que compitió en remo.
Participó en cuatro Juegos Olímpicos de Verano, obteniendo en total tres medallas, plata en Pekín 2008, bronce en Londres 2012 y oro en Río de Janeiro 2016, en la prueba de ocho con timonel.
Ganó cinco medallas en el Campeonato Mundial de Remo entre los años 2007 y 2015, y dos medallas en el Campeonato Europeo de Remo, en los años 2015 y 2016.

## Palmarés internacional
| Juegos Olímpicos   | Juegos Olímpicos         | Juegos Olímpicos  | Juegos Olímpicos   |
| Año                | Lugar                    | Medalla           | Prueba             |
| ------------------ | ------------------------ | ----------------- | ------------------ |
| 2008               | Pekín (China)            | Medalla de plata  | Ocho con timonel   |
| 2012               | Londres (Reino Unido)    | Medalla de bronce | Ocho con timonel   |
| 2016               | Río de Janeiro (Brasil)  | Medalla de oro    | Ocho con timonel   |
| Campeonato Mundial |                          |                   |                    |
| Año                | Lugar                    | Medalla           | Prueba             |
| 2007               | Múnich (Alemania)        | Medalla de bronce | Dos sin timonel    |
| 2009               | Poznań (Polonia)         | Medalla de oro    | Cuatro sin timonel |
| 2011               | Bled (Eslovenia)         | Medalla de oro    | Cuatro sin timonel |
| 2014               | Ámsterdam (Países Bajos) | Medalla de plata  | Dos sin timonel    |
| 2015               | Aiguebelette (Francia)   | Medalla de plata  | Dos sin timonel    |
| Campeonato Europeo |                          |                   |                    |
| Año                | Lugar                    | Medalla           | Prueba             |
| 2015               | Poznań (Polonia)         | Medalla de oro    | Dos sin timonel    |
| 2016               | Brandeburgo (Alemania)   | Medalla de bronce | Ocho con timonel   |